# Thomisus onustus
Thomisus onustus — вид краба-павука в роді Thomisus, що належить до родини Thomisidae .

## Опис

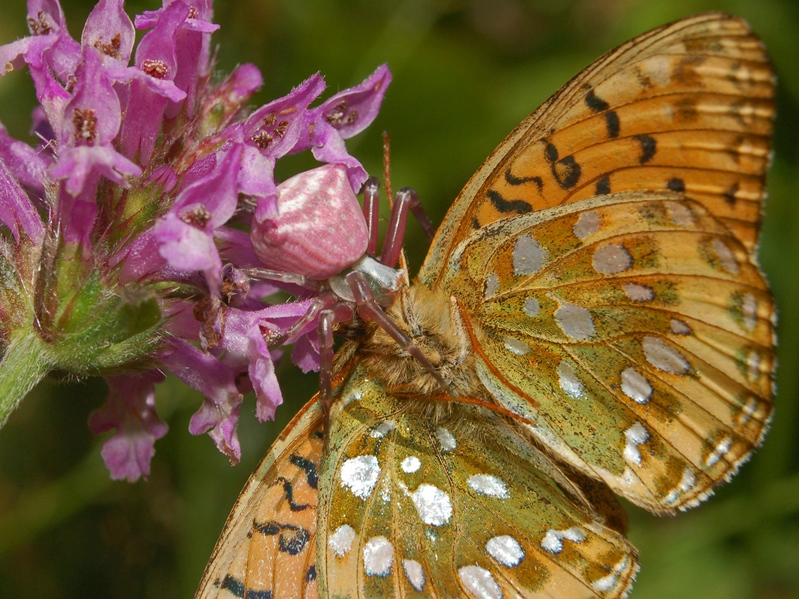
Фіолетовий камуфляж.

Цей вид проявляє статевий диморфізм як за розмірами, так і за забарвленням. Дорослі самці досягають довжини тіла всього 2-3 мм, а самки 6-7 мм. У самців основний колір просоми змінюється від жовто-коричневого до темно-коричневого, опістосома може бути жовтим і зеленим або коричневим. Самки дуже мінливі за кольором, основний їх колір може бути білим, жовтим блідо-коричневим або рожевим, іноді з додатковими відтінками червоного. Цей вид характеризується значними тиловими куточками опістосоми.

## Здобич
Як і інші види родини Thomisidae, ці павуки-краби не роблять павутини, а чекають у засідці свою здобич на квітах. Павуки маскуються, набуваючи того ж кольору, що і квітка, обманюючи як комах, так і птахів хижаків. Здобич складається з комах, що відвідують квітки всіх видів, таких як парячі мухи, бджоли, оси, метелики або жуки, які часто в кілька разів більше павука. Вони беруть свою здобич двома потужними і сильно розширеними парами передніх ніг і зазвичай вбивають їх, кусаючи за потилицю. При народженні, Thomisus onustus можуть харчуватися пилком або нектаром, коли не вистачає здобичі комах.

## Відтворення
Спаровування відбувається переважно в червні. Самець піднімається на тильну сторону самки для скупчення. Самка протягом усього спаровування абсолютно пасивна і не проявляє ніякої агресивної поведінки.

## Поширення та середовище проживання

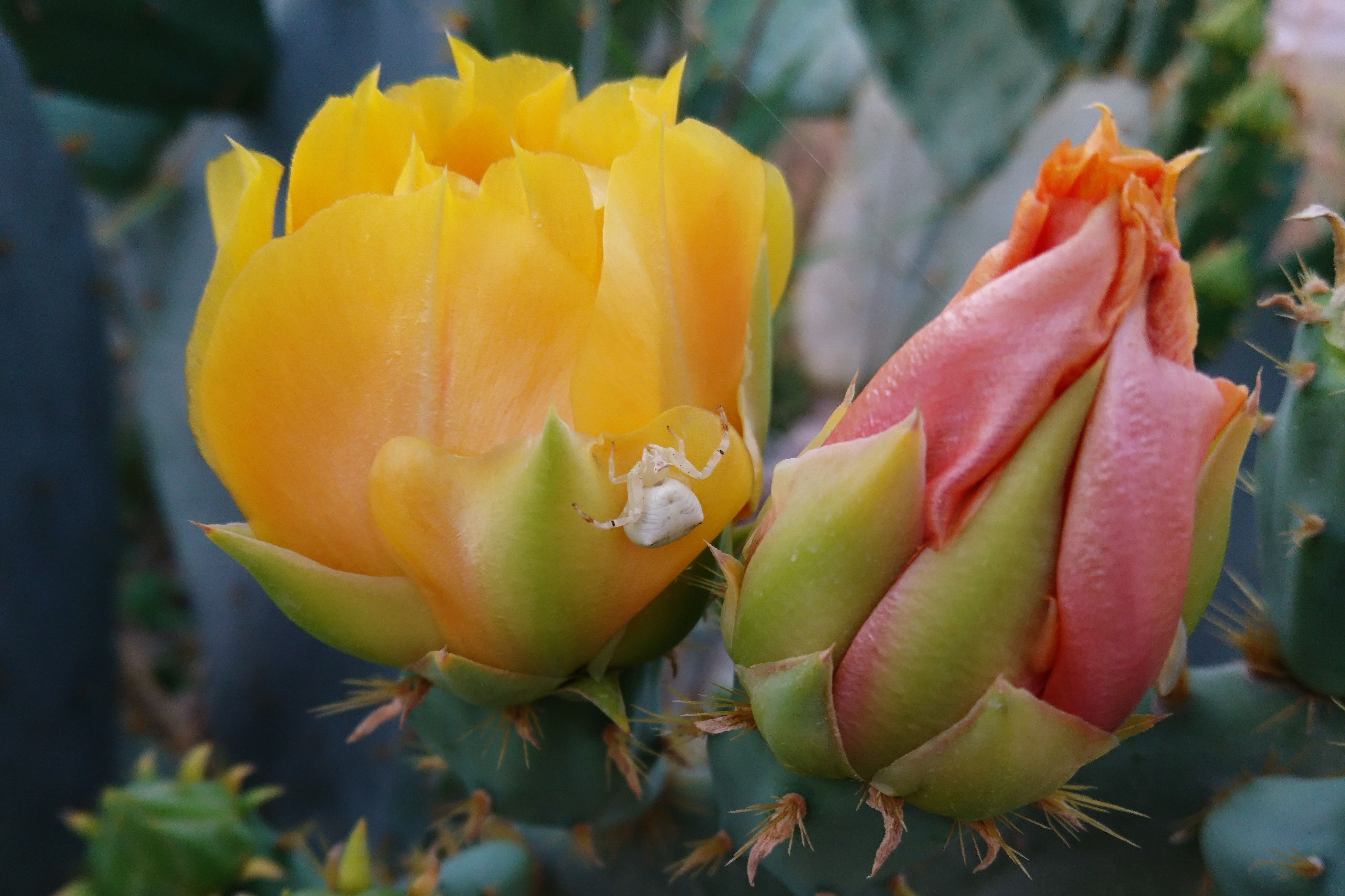
Thomisus Onustus в Бехбахан, Іран

Він має палеарктичне поширення, його знаходять від Великої Британії та Португалії на заході до Японії на сході. Він присутній у більшості країн Європи, але відсутній в Ісландії, Ірландії, Норвегії, Данії та Фінляндії, а також спостерігався в Іраку та Єгипті. Поширення його на північ-південь поширюється від Швеції до Південної Африки та від Сибіру до Центральної Яви, включаючи помірні та тропічні екозони. Ці павуки надають перевагу теплій температурі, безморозним ділянкам, сухим та піщаним місцям проживання з високою сонячною радіацією та сухими луками.  

## Галерея

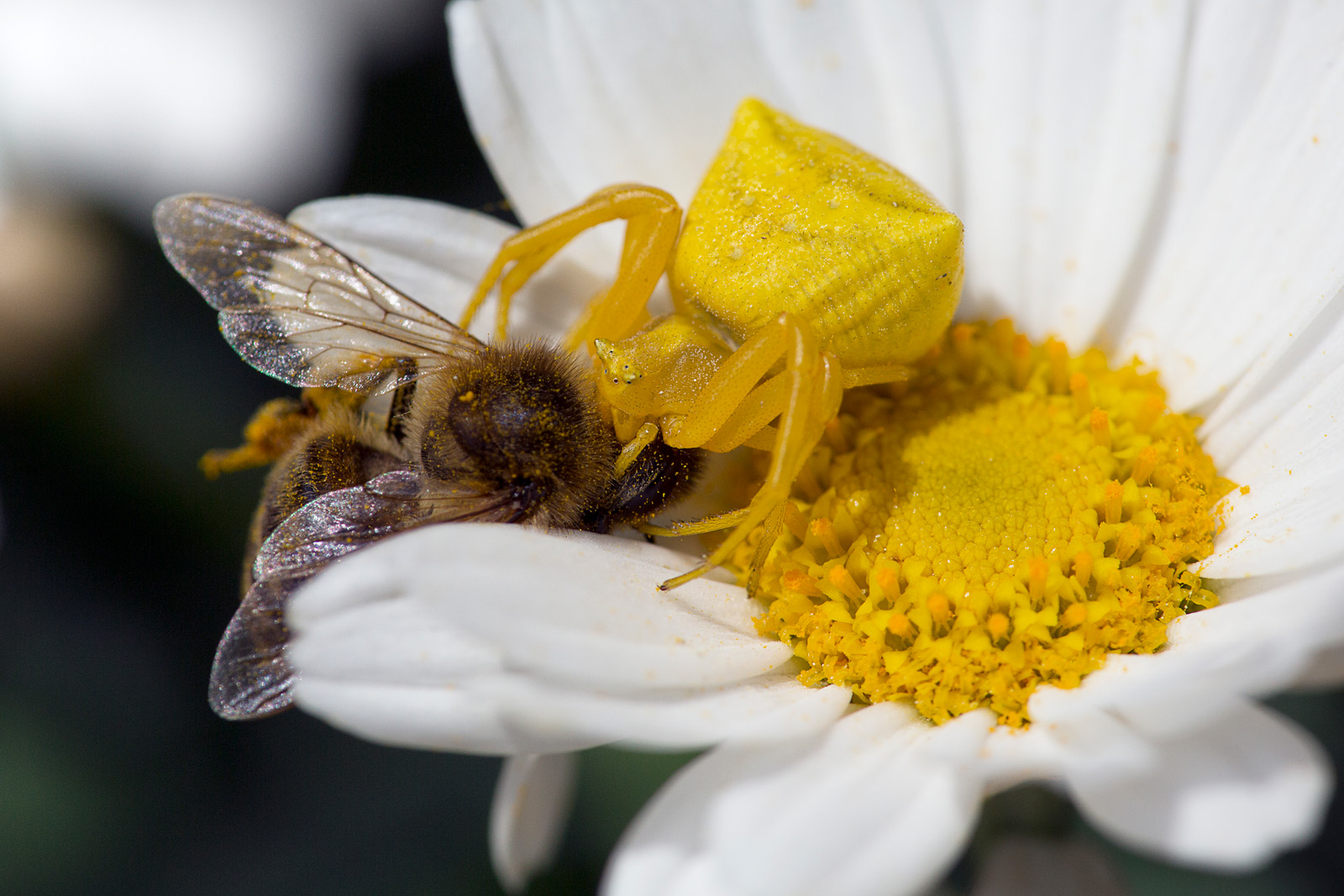
Feeding on a bee a few minutes after capture
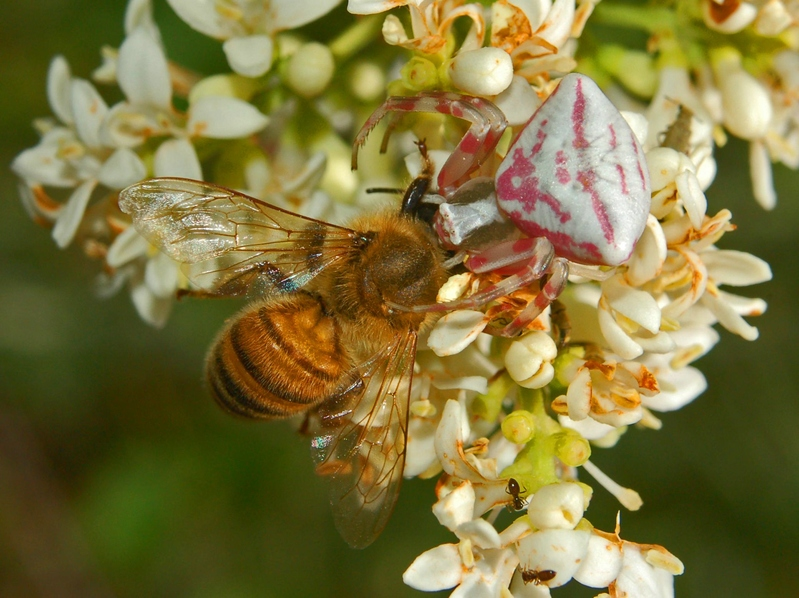
Thomisus onustus hunting Apis mellifera
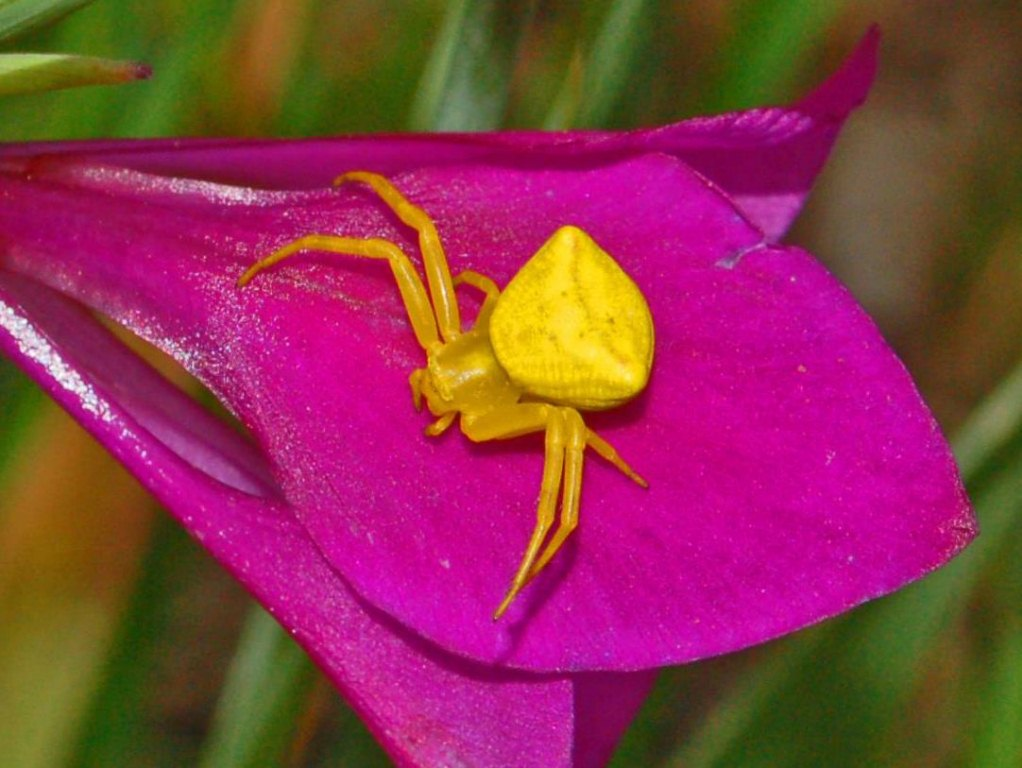
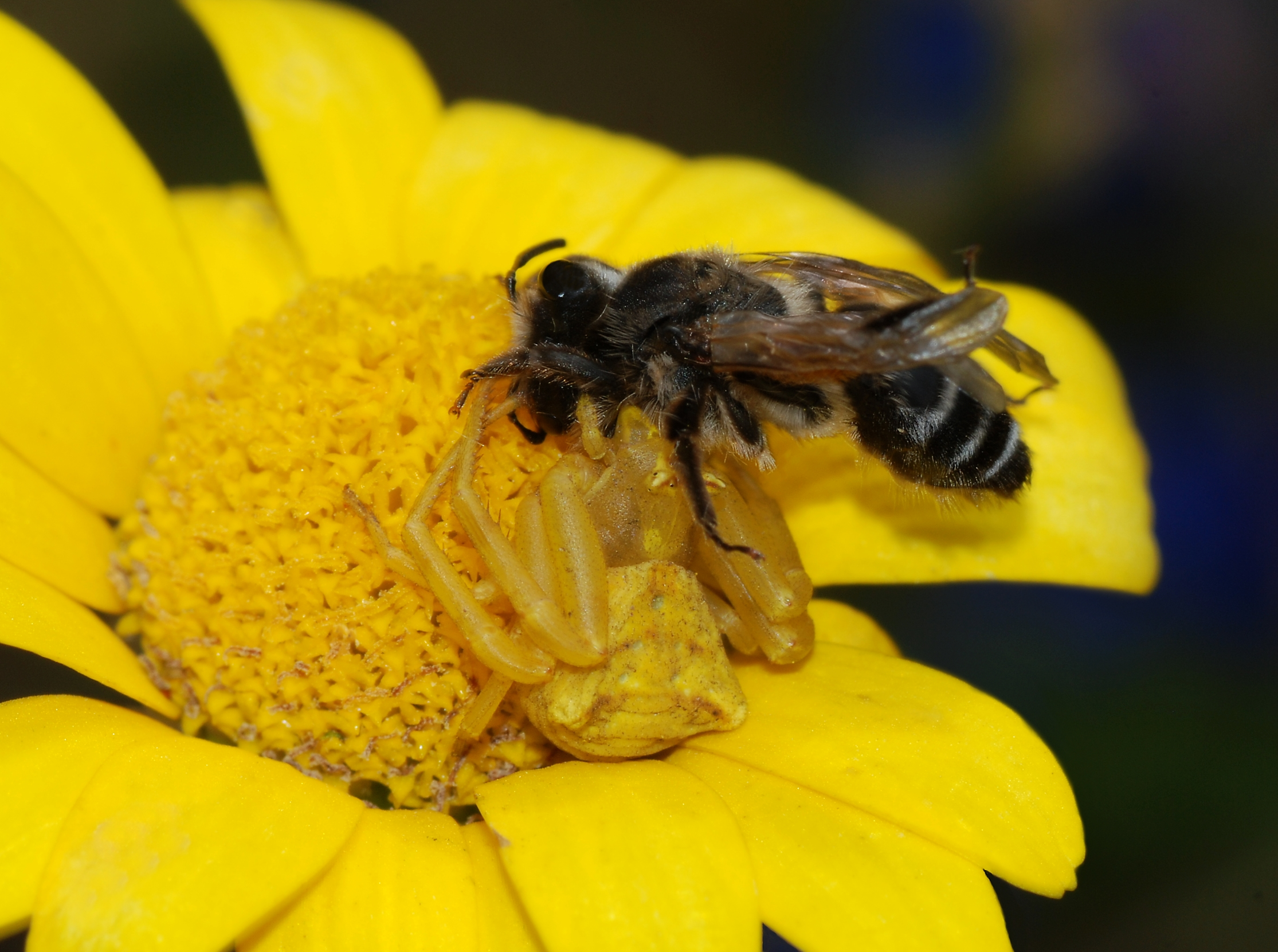
Thomisus onustus capturing a bee
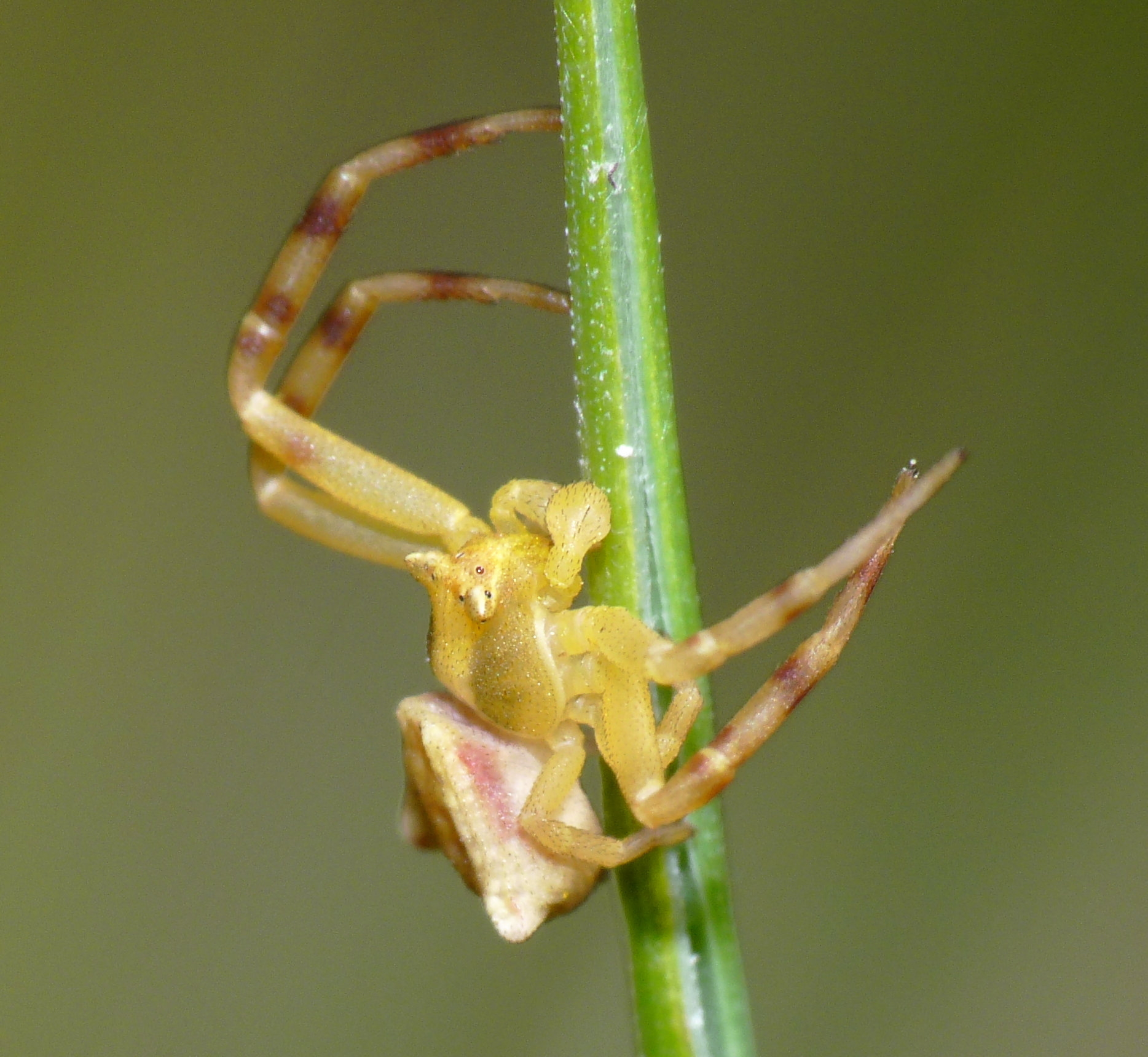
Male
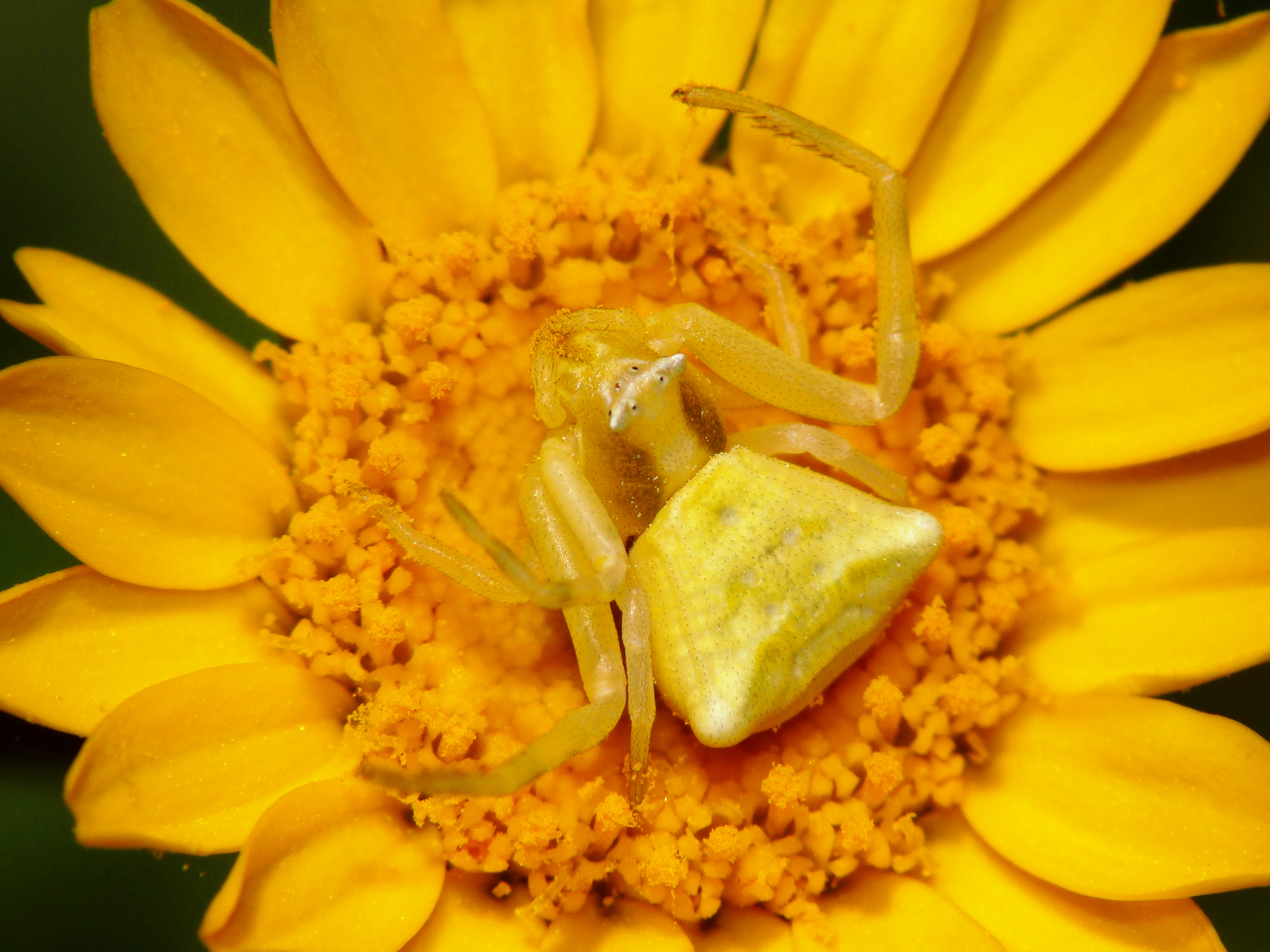
Female
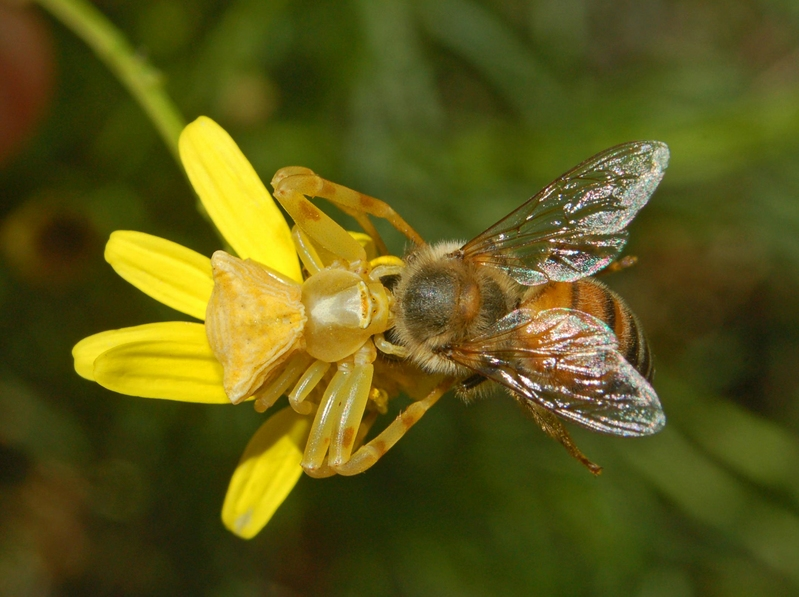
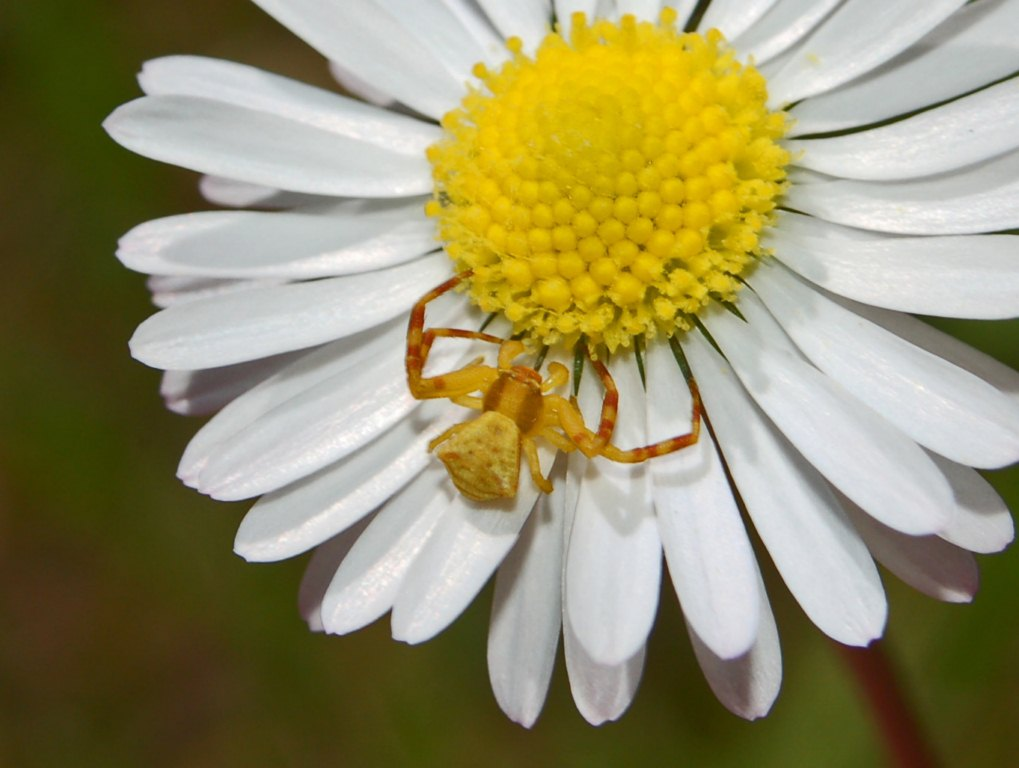
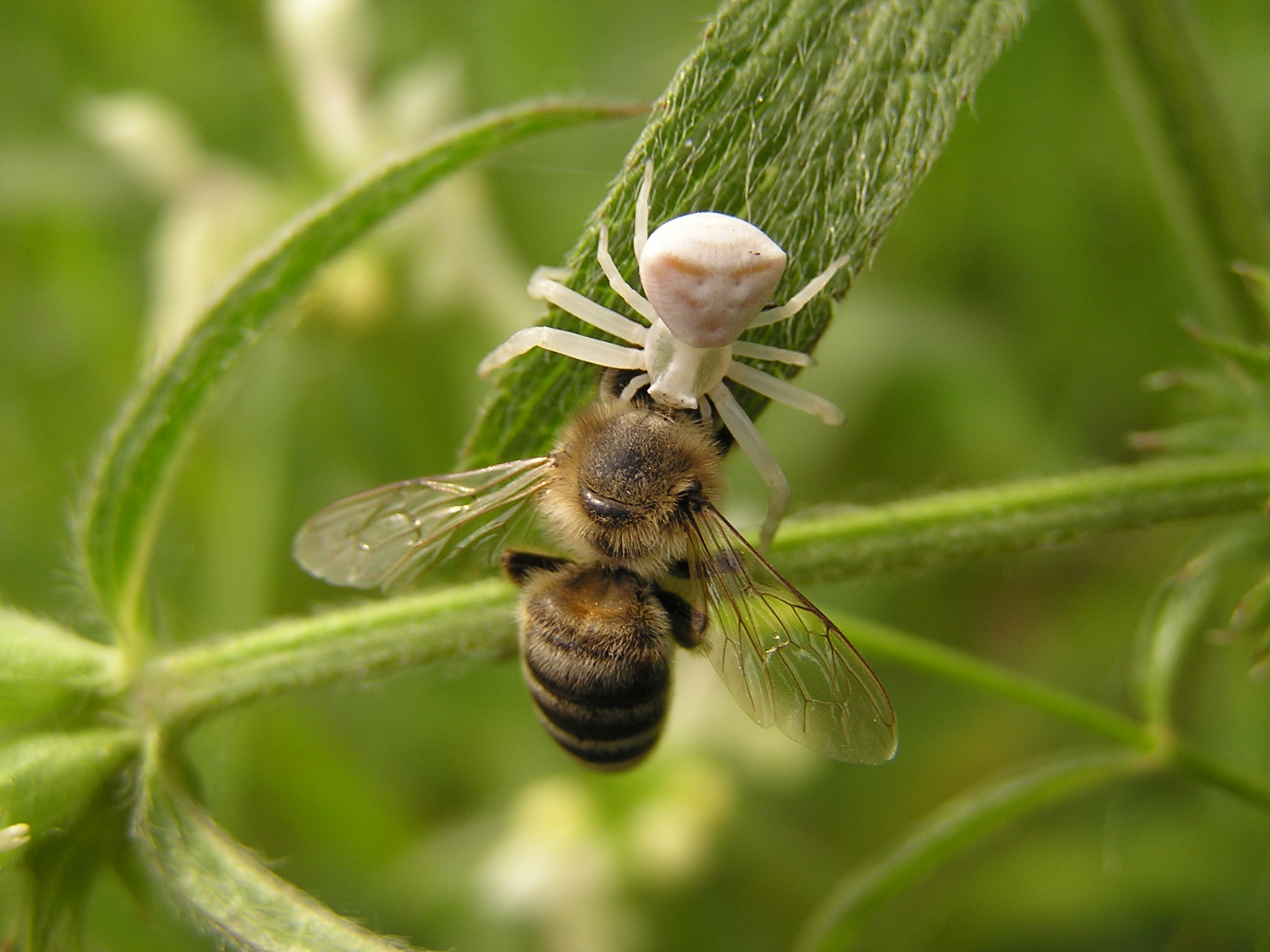
Thomisus onustus hunting Apis mellifera
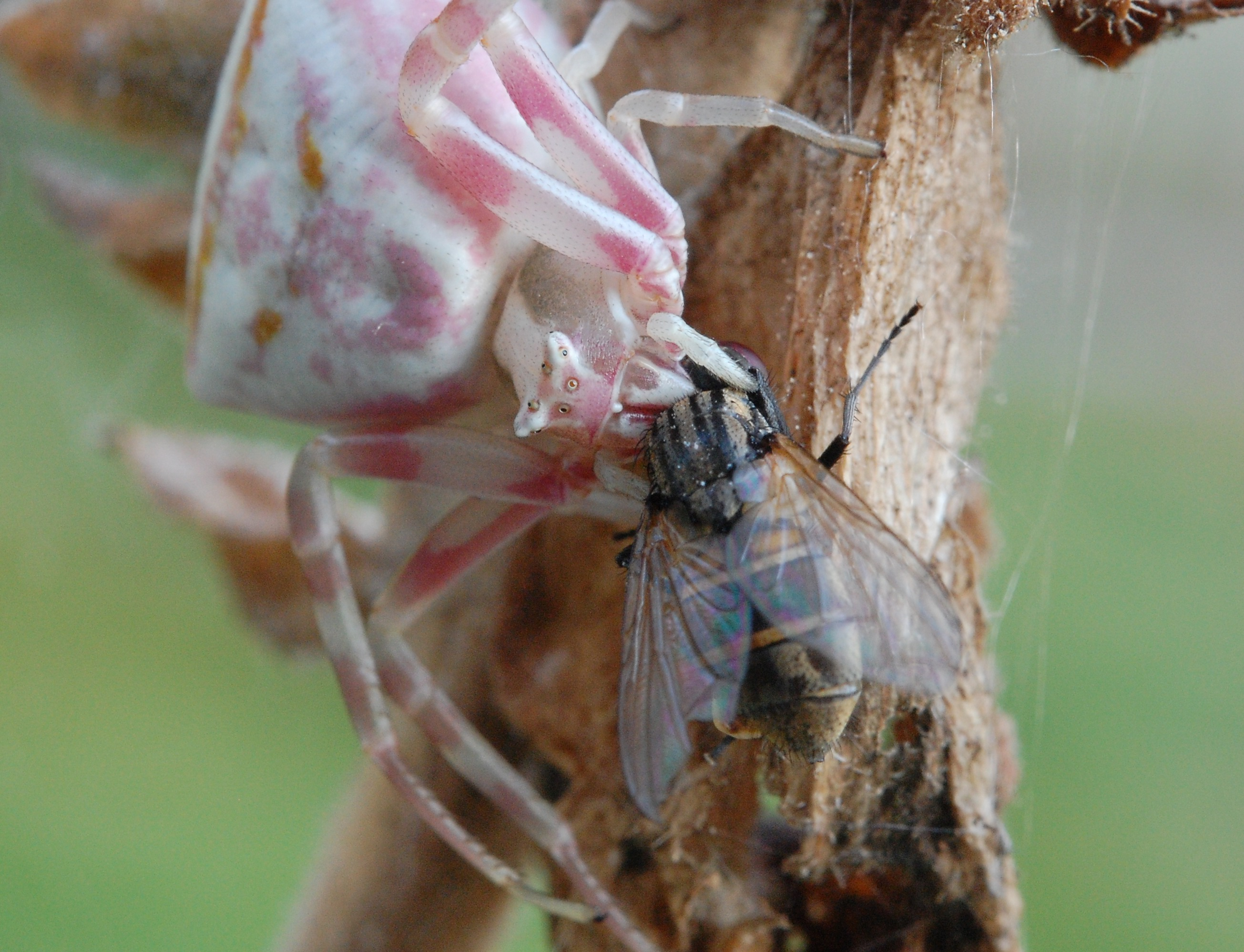
Eating a fly
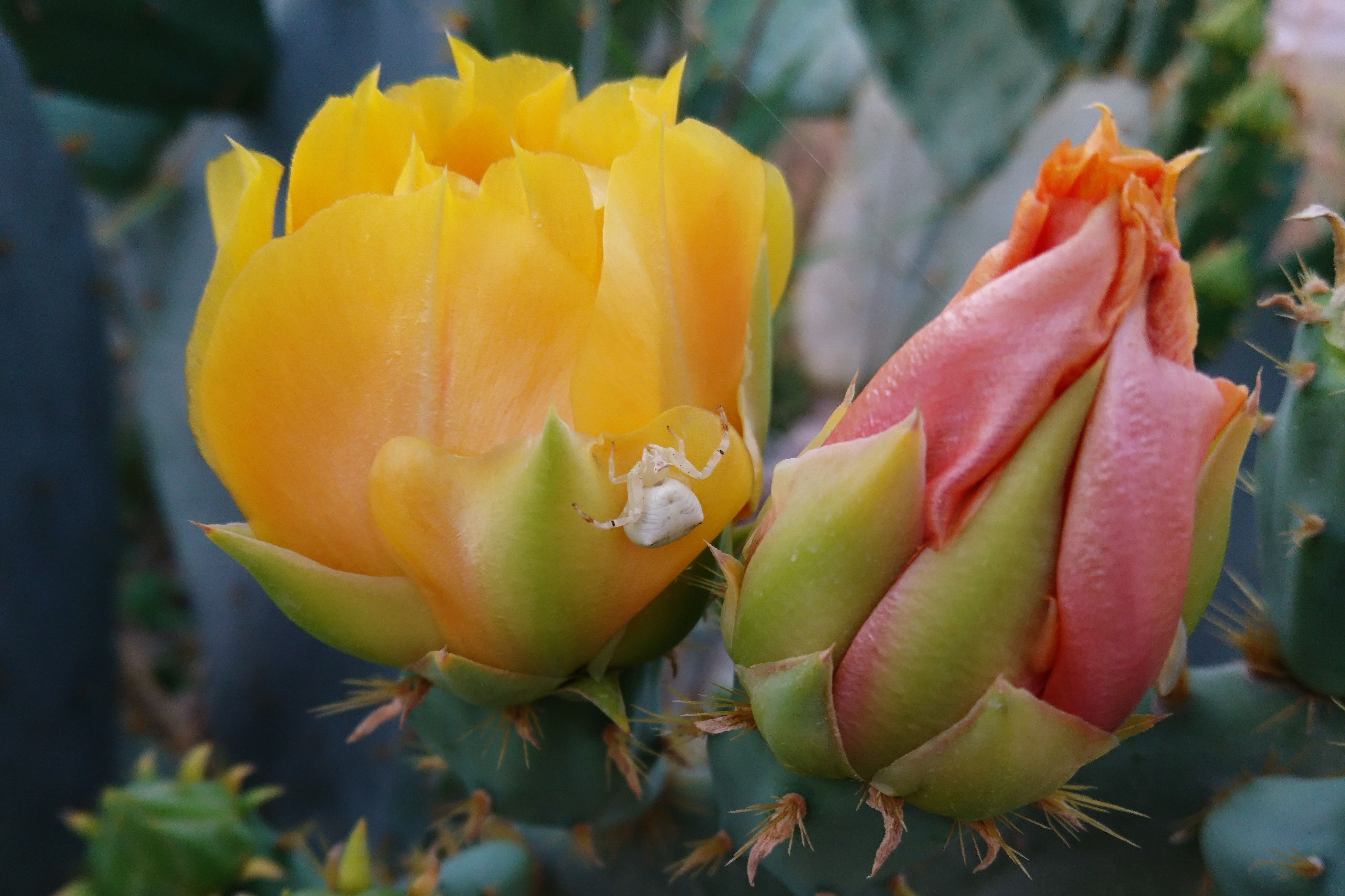
Thomisus Onustus in Behbahan, Iran
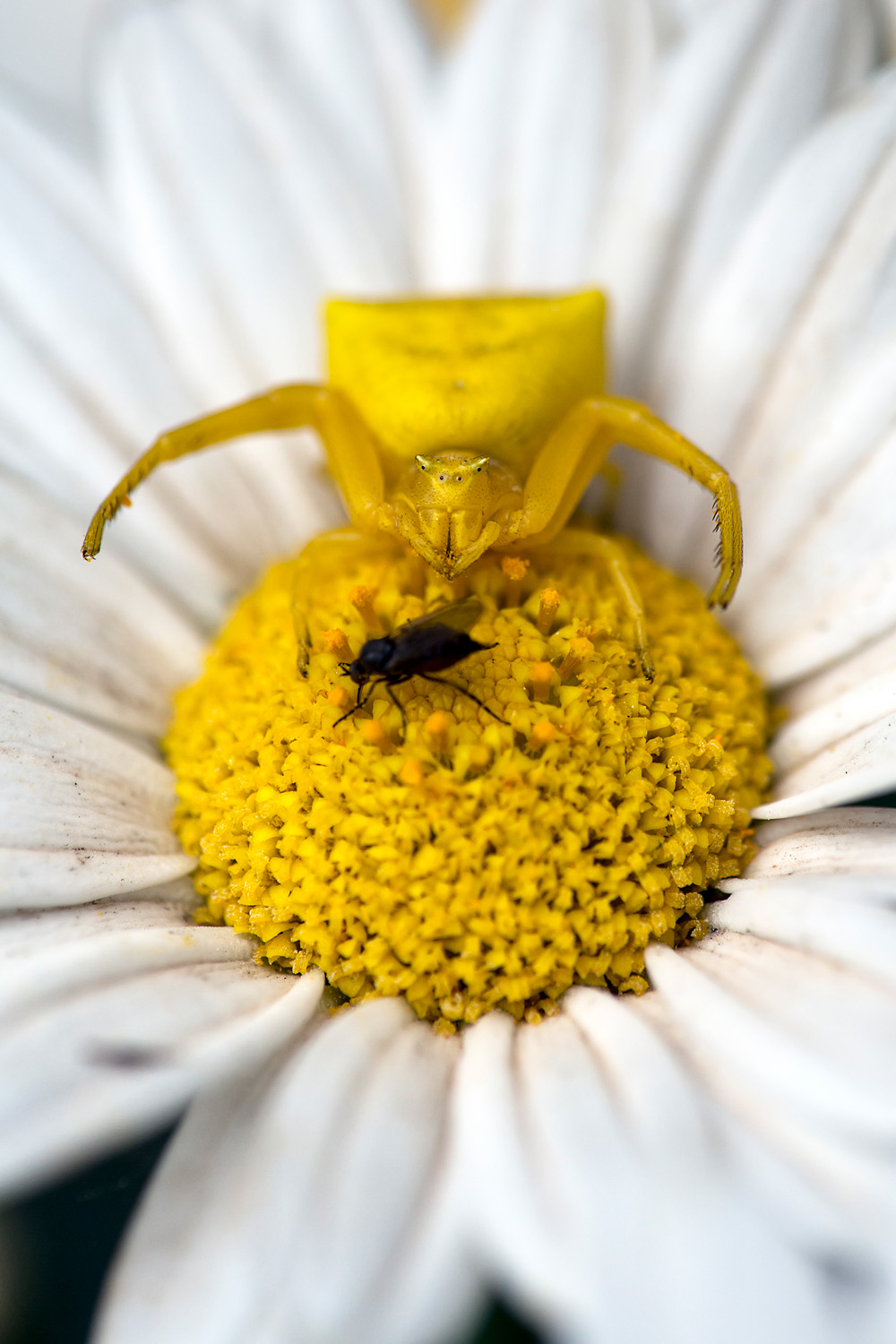
Camouflaged by homochromy with an anthemis flower